# Valea Vinului
Valea Vinului é uma comuna romena localizada no distrito de Satu Mare, na região histórica da Transilvânia. A comuna possui uma área de 88.36 km² e sua população era de 1989 habitantes segundo o censo de 2007.